# José Trinidad Ruiz
Gral. José Trinidad Ruiz fue un militar y predicador protestante mexicano que participó en la Revolución mexicana. Nació en Morelos en 1877. Se incorporó al movimiento maderista del estado en marzo de 1911 en Tlaltizapán, Morelos. Combatió al general Aureliano Blanquet durante las campañas de hostigamiento contra los zapatistas. Fue uno de los firmantes del Plan de Ayala, y en 1912 operó del noroeste del estado hasta Ozumba, en el Estado de México. Intentó concentrar una alianza con Pascual Orozco contra el gobierno de Francisco I. Madero, pero al final no se llegó a ningún acuerdo. A principios de marzo de 1913, José Trinidad Ruiz hizo arreglos con el gobierno de Victoriano Huerta, por lo que el general Francisco Mendoza Palma lo expulsó del movimiento zapatista. Tras unirse a la contrarrevolución, fue declarado traidor por algunos zapatistas. En septiembre de 1914, al romper Venustiano Carranza con Francisco Villa, Ruiz volvió a unirse al movimiento del sur para combatir a los carrancistas, pero murió en un combate en Texcoco, Estado de México, el 25 de enero de 1915.